# Japanskspråkiga Wikipedia
Japanskspråkiga Wikipedia är den japanska språkvarianten av den fria encyklopedin Wikipedia, som finns på över 250 språk. Den startade i september 2002 och den 25 juni 2008 hade den över 500 000 artiklar. Den har för närvarande 1 455 764 artiklar. Det är den största utom-europeiska språkversionen.